# Кау (мыза)
Ка́у (нем. Kau, Три́йги, эст. Triigi mõis, Кы́уэ-Три́йги, эст. Kõue-Triigi mõis) — рыцарская мыза (имение) в деревне Трийги волости Козе уезда Харьюмаа, Эстония. Согласно историческому административному делению, относилась к приходу Козе. В годы Российской империи находилась на территории Эстляндской губернии и относилась к приходу Кош.

## История мызы
Мыза Кау впервые упоминается в 1319 году, что делает её одной из старейших мыз Харьюмаа. Первоначально на месте нынешнего центра мызы находился замок датского вассала эстонского происхождения Герардуса (Gerardus). В средние века мыза принадлежала дворянскому семейству Дюкеров, в XVII веке перешла во владение семейства Сальц (Saltz). После Северной войны мыза принадлежала дворянскому роду Штриков, затем Меллинам и Рейтернам. Эстонское название мызы Трийги произошло от фамилии Штрик. От немецкого названия Кау произошло название волости Кыуэ, существовавшей с 1992 по 2013 год.
В 1779 году владельцем мызы Кау стал майор российской императорской армии Герман фон Бреверн (Hermann Christoph von Brevern, 1744–1815). В 1832 году мызу купил мореплаватель Отто фон Коцебу, потомки которого владели ею до 1906 года. С 1906 по 1919 год мыза принадлежала Гагемейстерам и была побочной мызой рыцарской мызы Паункюль (нем. Paunküll, Паункюла, эст. Paunküla mõis) вплоть до национализации в ходе земельной реформы 1919 года.

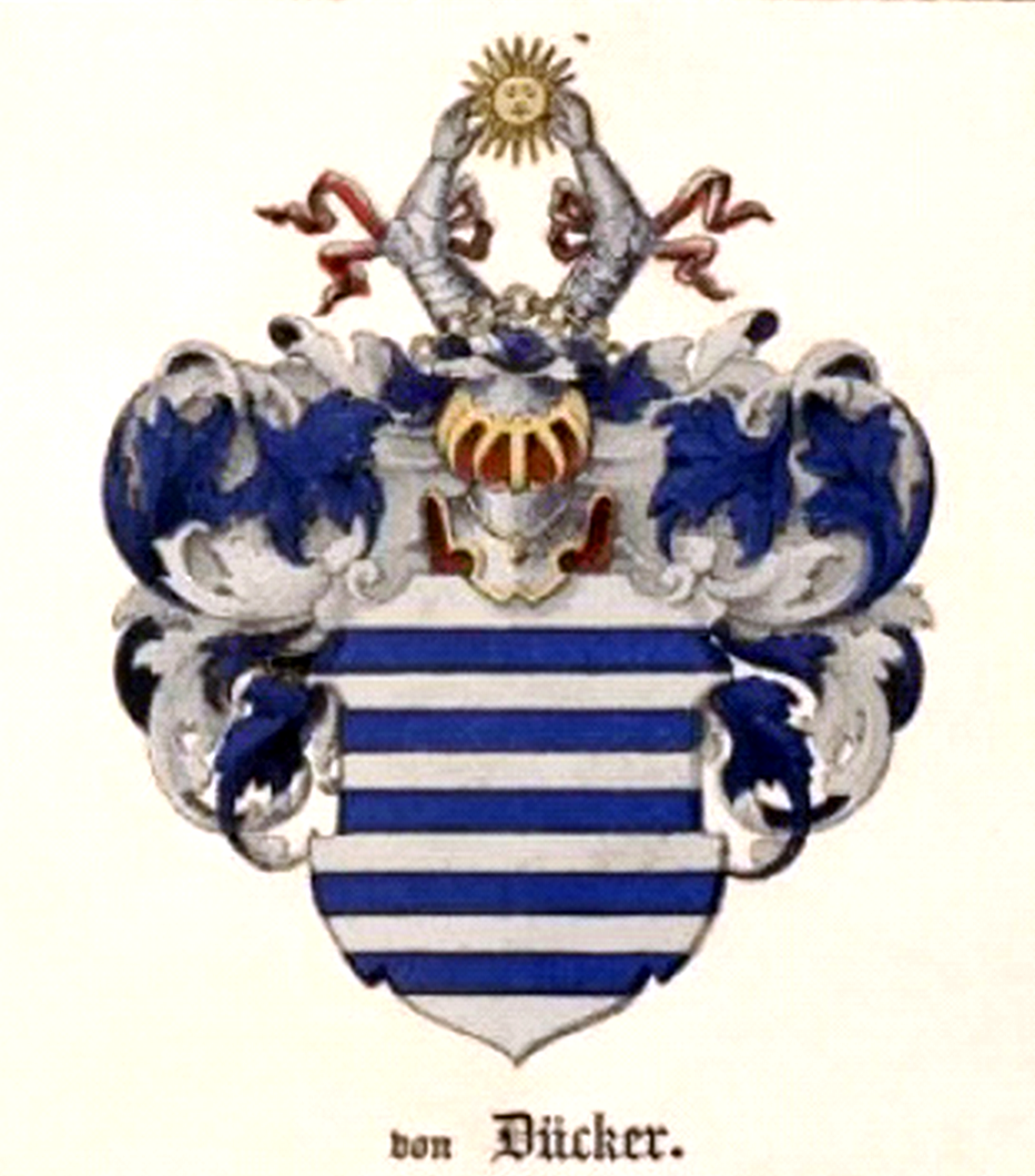
Герб Дюкеров
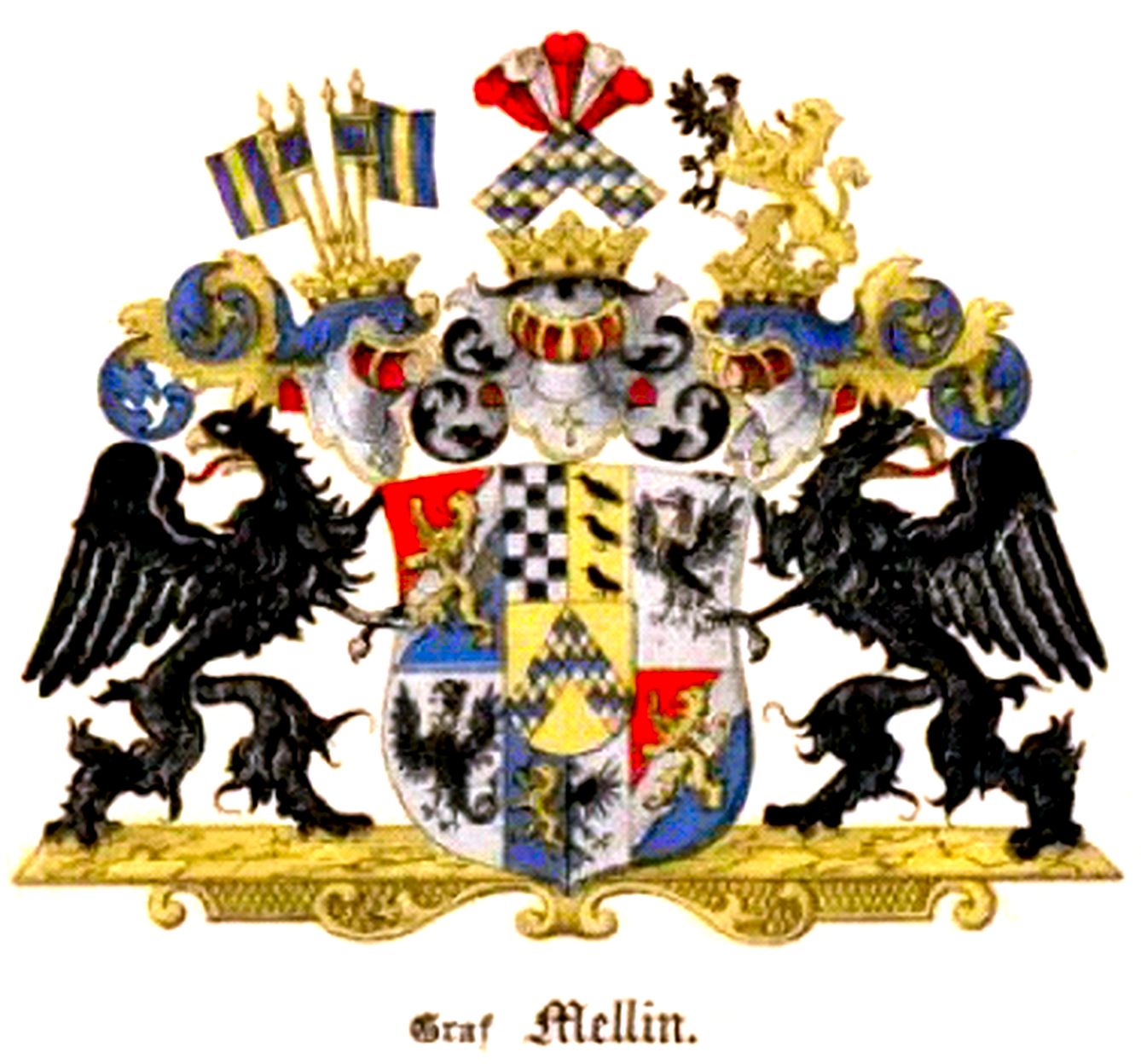
Герб Меллинов
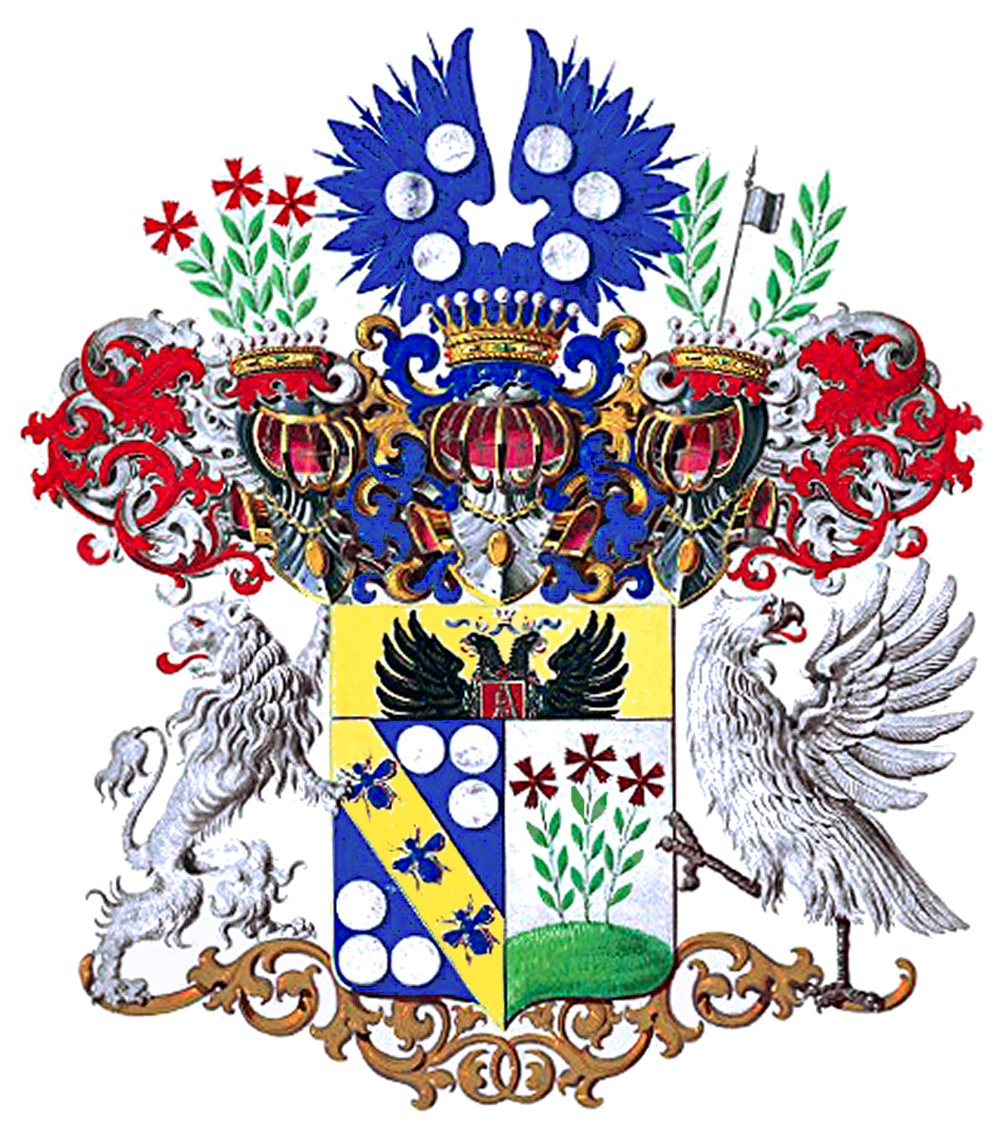
Герб Рейтернов
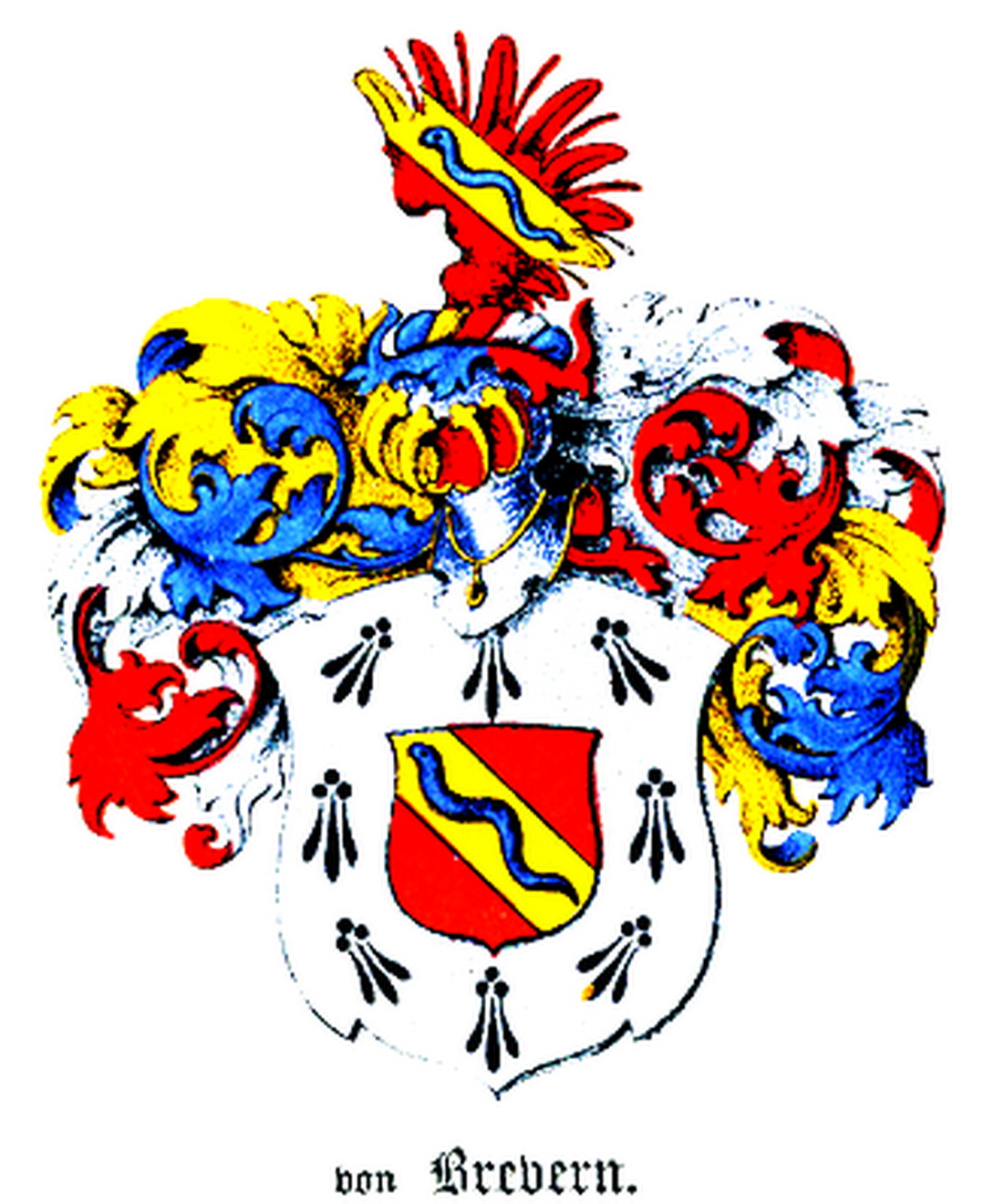
Герб Бревернов
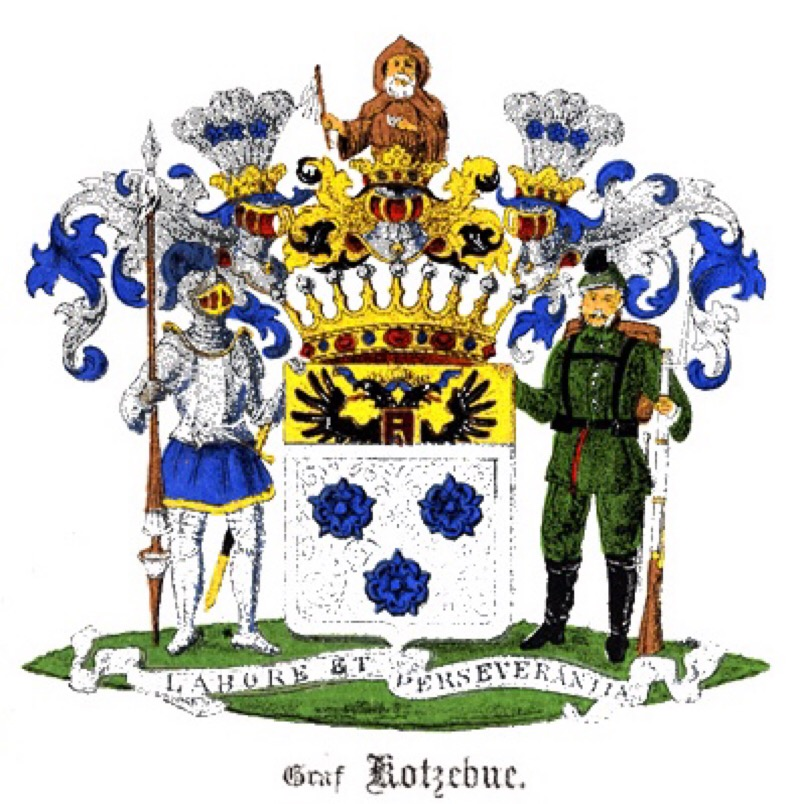
Герб графов Коцебу
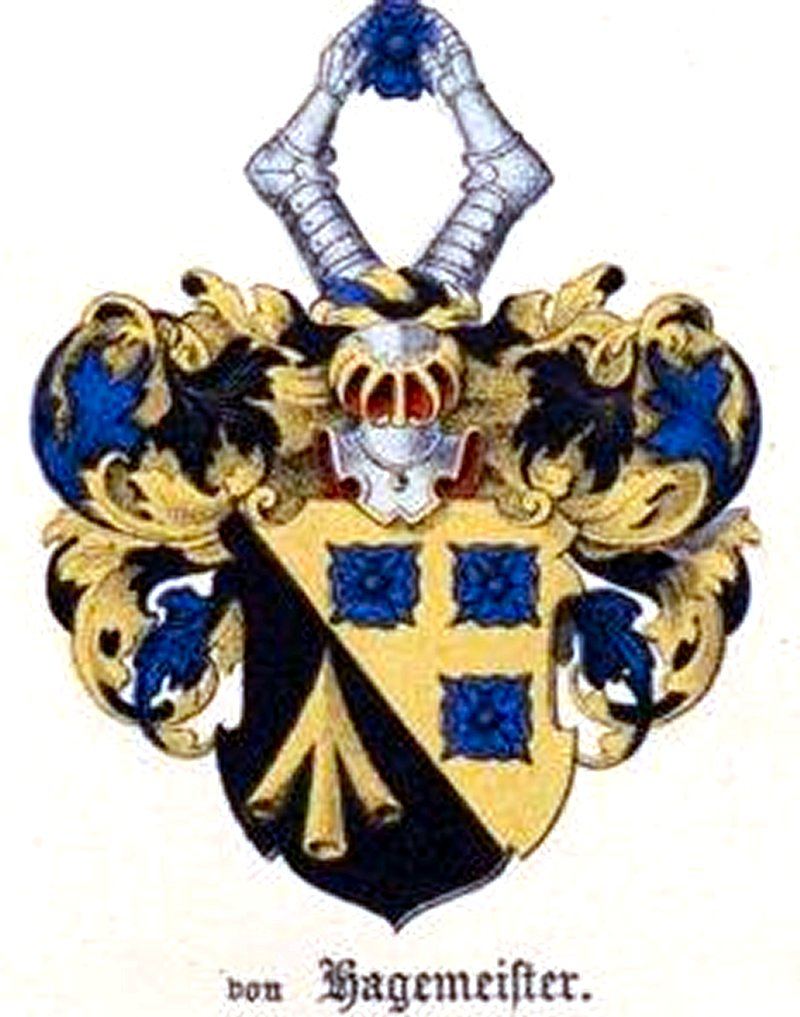
Герб Гагемейстеров

В 1943 году в главном здании мызы (господском особняке) разместили школу, которая работала там вплоть до 1975 года. Затем дом стал вспомогательным зданием совхоза «Арду». После восстановления независимости Эстонии здание пустовало и пришло в упадок. В 1992 году местные власти продали мызу частному лицу, в 2006 году её приобрёл Ээрик-Нийлес Кросс, который в 2009 году начал на мызе ремонтные работы, завершившиеся в 2012 году. Общая стоимость  реставрации мызы составила около 2,5 млн евро, часть этой суммы покрыли эстонские налогоплательщики посредством Целевого учреждения развития предпринимательства («EAS»). После открытия в апреле 2012 года на мызе стали проводиться эксклюзивные культурные мероприятия.
Ээрик-Нийлес Кросс дал мызе название Кыуэ (эст. Kõue mõis), происходящее от её немецкого названия Кау, и для управления мызой основал предприятие Kõue mõis OÜ. Летом 2023 года предприятие, задолжавшее государству большие суммы, подверглось санации. Осенью того же года мыза была выставлена на продажу за 3,8 млн евро.
В Эстонии с мызами обычно совершается 3—4 сделки в год. В стране насчитывается чуть более двух тысяч мыз, примерно пятая часть из них отреставрирована. В частности, мызы Фалль, Пальмс (Палмсе), Маарт (Маарду), Кумна, Эйефер (Эйвере) и Кау (Кыуэ) находятся в хорошем состоянии, но в Эстонии есть также множество мыз поменьше и попроще, из которых, по оценкам, 80 % не отремонтированы.

## Главное здание

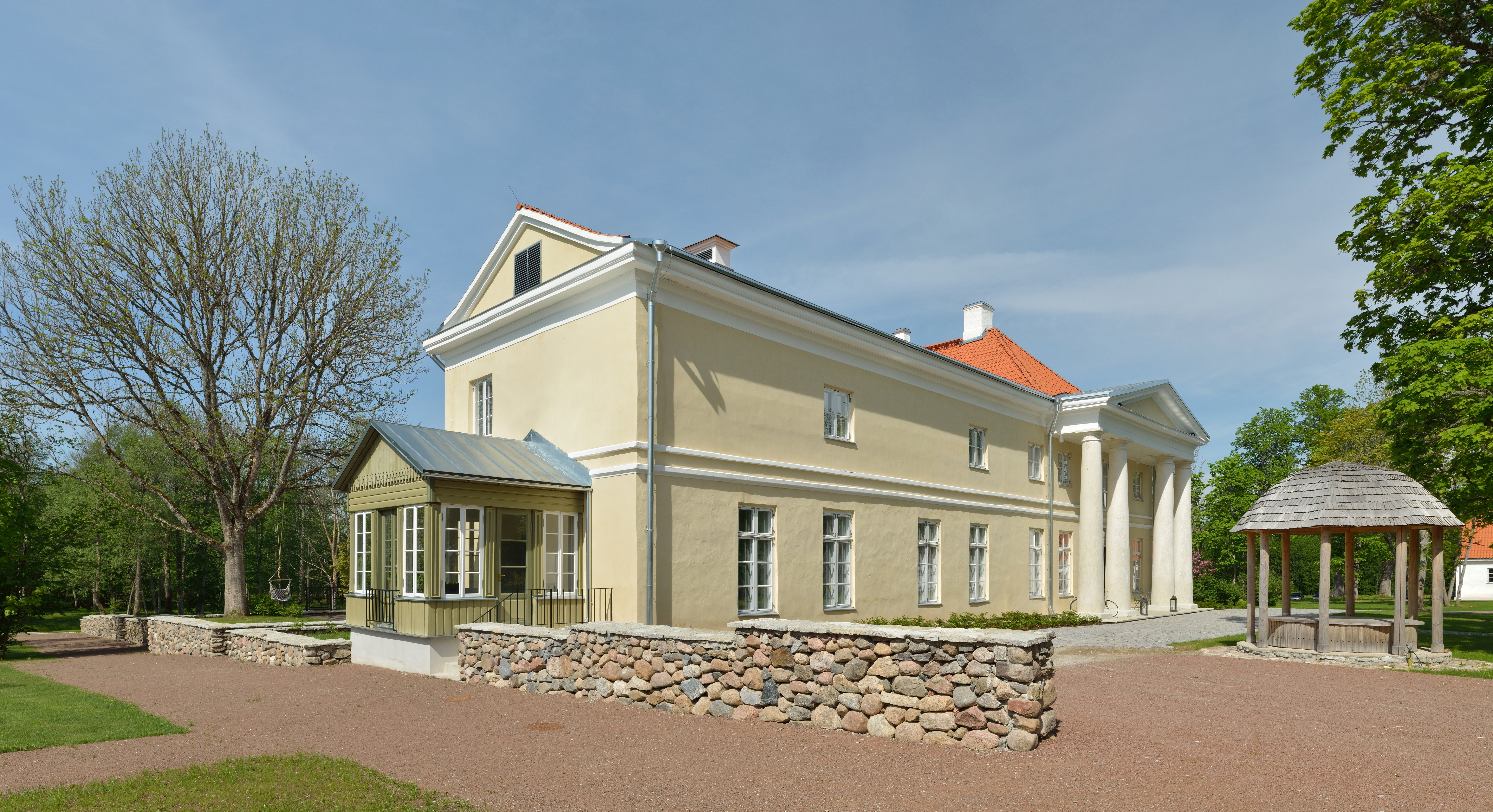
Главное здание, вид от левого крыла

Главное здание мызы имеет долгую и сложную историю строительства и является примером одного из старейших особняков Эстонии в стиле барокко. Оно включает в себя строительные компоненты, относящиеся к XVII и XVIII векам. В архитектуре здания также присутствуют элементы классицизма. Южная одноэтажная пристройка к дому возведена во времена графа Петра-Александра фон Меллина. Современный вид здания большей частью относится к периоду его перестройки в 1816—1820 годах, когда мызой владели Бреверны. Помещения восточного крыла здания относятся к средним векам; кроме того, бо́льшая часть толстых стен первого этажа, вероятно, восходит к средневековому замку.
Стройное здание из известняка с вальмовой крышей, изначально одноэтажное, в 1817 году стало двухэтажным. Фасад украшен большим венецианским окном над главным входом, высокими восьмистворчатыми окнами и лепниной на первом этаже. На фасаде доминирует широкий портик с треугольным фронтоном и четырьмя тосканскими колоннами. Внутренняя планировка здания асимметрична. Зал и другие представительские комнаты расположены на первом этаже, гостиные — на втором этаже. Здание изначально имело односкатную крышу; в ходе реставрационных работ в 2000-х годах крышу поменяли на двускатную.

## Мызный комплекс
По бокам большой парадной площади перед главным зданием стоят амбар с пятью круглыми арками и каретник-конюшня, у отдельного подъезда к зданию — конюшня для рабочих лошадей. В отдалении от господского особняка расположены хозяйственные постройки; некоторые из них к настоящему времени разрушились или стоят в руинах.
В Государственный регистр памятников культуры Эстонии как памятники архитектуры внесены 10 объектов мызного комплекса:
- главное здание. При инспектировании 11 октября 2022 года состояние здание было признано хорошим[3];

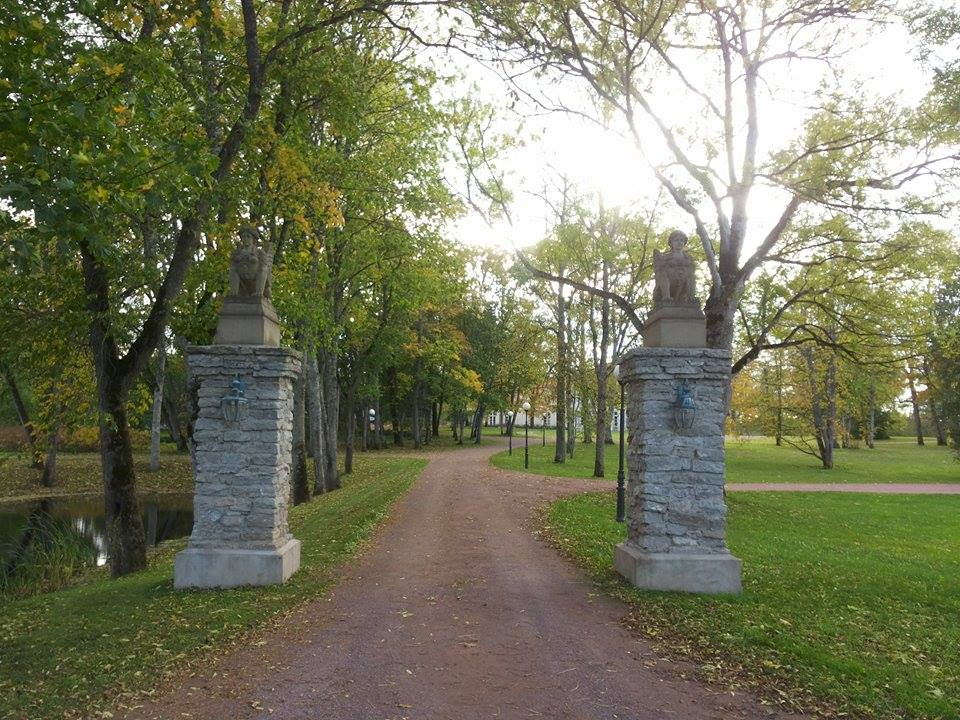
Вход в мызный парк

- парк.  В настоящее время это скромный, средних размеров, усадебный парк свободной планировки. Помимо заросших прудов в задней части усадьбы, ещё можно различить несколько элементов паркового оформления: традиционный газон, окружённый кольцевой дорогой, входную аллею и группы деревьев вокруг боковых построек. Сад, располагавшийся к юго-западу от главного здания и окружённый плитняковой стеной, практически разрушен. Флора парка бедна видами. Здесь в основном растут клён остролистный, ясень, липы, вязы и несколько крупных серебристых клёнов. При инспектировании 2 июня 2020 года состояние парка было оценено как хорошее[8];
- дом управляющего. Небольшое одноэтажное здание из оштукатуренного плитняка в стиле барокко, покрытое полувальмовой крышей. Сохранилось в относительно нереставрированном виде. Вместе с сараем-сушилкой и каретником-конюшней образует классический парадный двор усадебного особняка. При инспектировании 5 августа 2023 года состояние дома было оценено как удовлетворительное[9];
- сарай-сушильня. Длинное оштукатуренное плитняковое здание в стиле барокко, покрытое полувальмовой крышей. Фасад с  арками, к настоящему времени частично застроенными. При инспектировании 2 июня 2020 года состояние строения признано плохим[10];

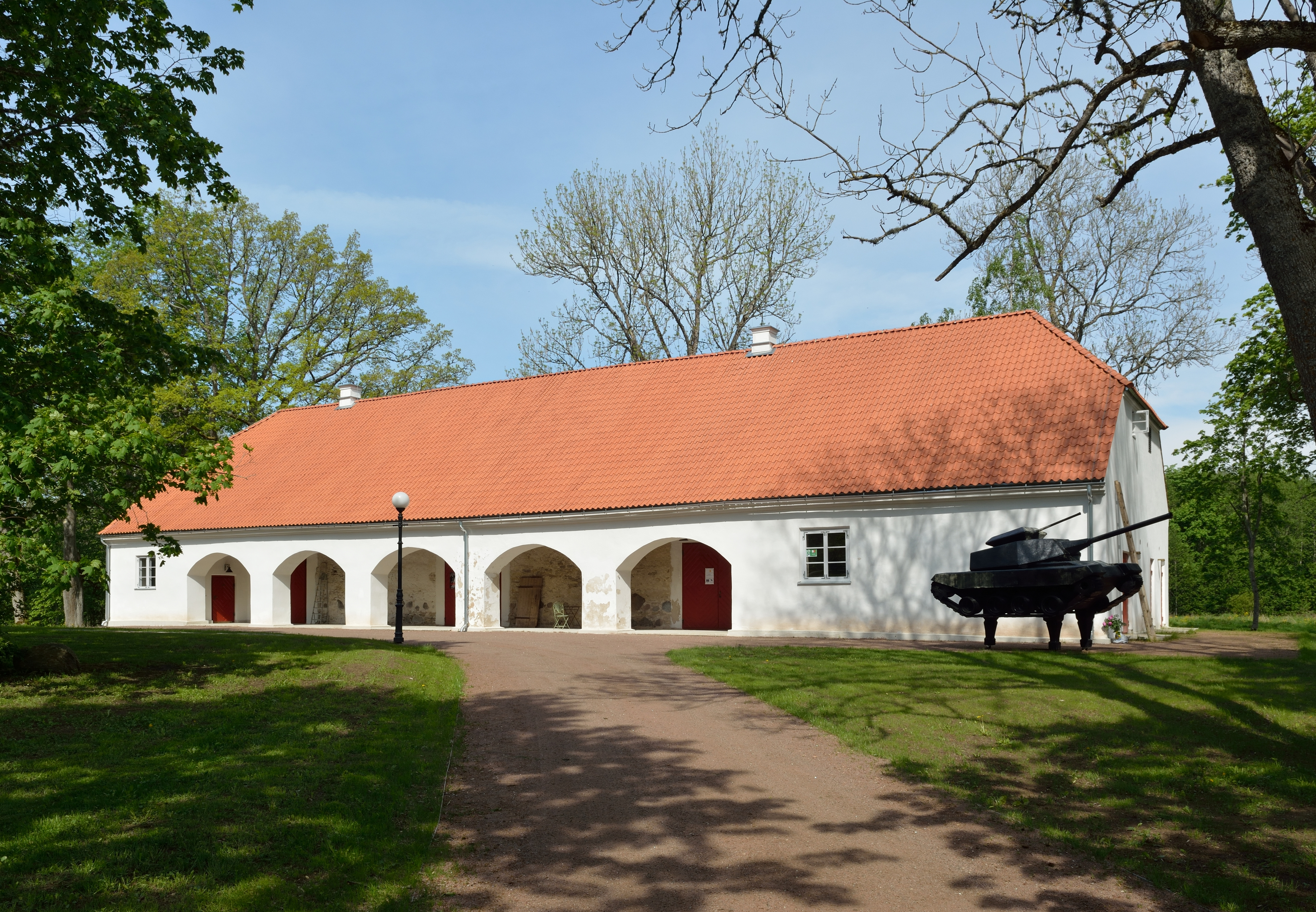
Каретник-конюшня

- каретник-конюшня. Построена в конце XVIII века. Длинное оштукатуренное плитняковое строение в стиле барокко с мощным арочным фасадом,  покрытое полувальмовой крышей. При инспектировании 10 августа 2023 года состояние строения было признано хорошим[11];
- конюшня рабочих лошадей. Построена в конце XVIII века и позже многократно перестроенная. Представляет собой прямоугольное размером 9,2×49,5 м с одним помещением, без подвала. При инспектировании 2 июня 2020 года состояние строения оценено как хорошее[12];
- погреб. Полуподземный погреб, покрытый двускатной черепичной крышей. Торцевая стена оштукатурена. При инспектировании 3 апреля 2023 года состояние строения признано хорошим[13];
- амбар. Находится в руинах. При инспектировании 8 апреля 2020 года состояние строения признано аварийным[14];
- рига. Длинное оштукатуренное каменное строение без подвала. При инспектировании 3 апреля 2023 года находилось на реставрации[15];
- баня. Построена в XIX веке. Небольшое каменное строение с двускатной крышей, оштукатуренными стенами, без подвала. На лицевой стороне пристроенный позже деревянный предбанник. При инспектировании 8 апреля 2020 года состояние строения признано плохим[16].

## Галерея

Мыза Кау (Трийги, Кыуэ) в 2013—2015 годах
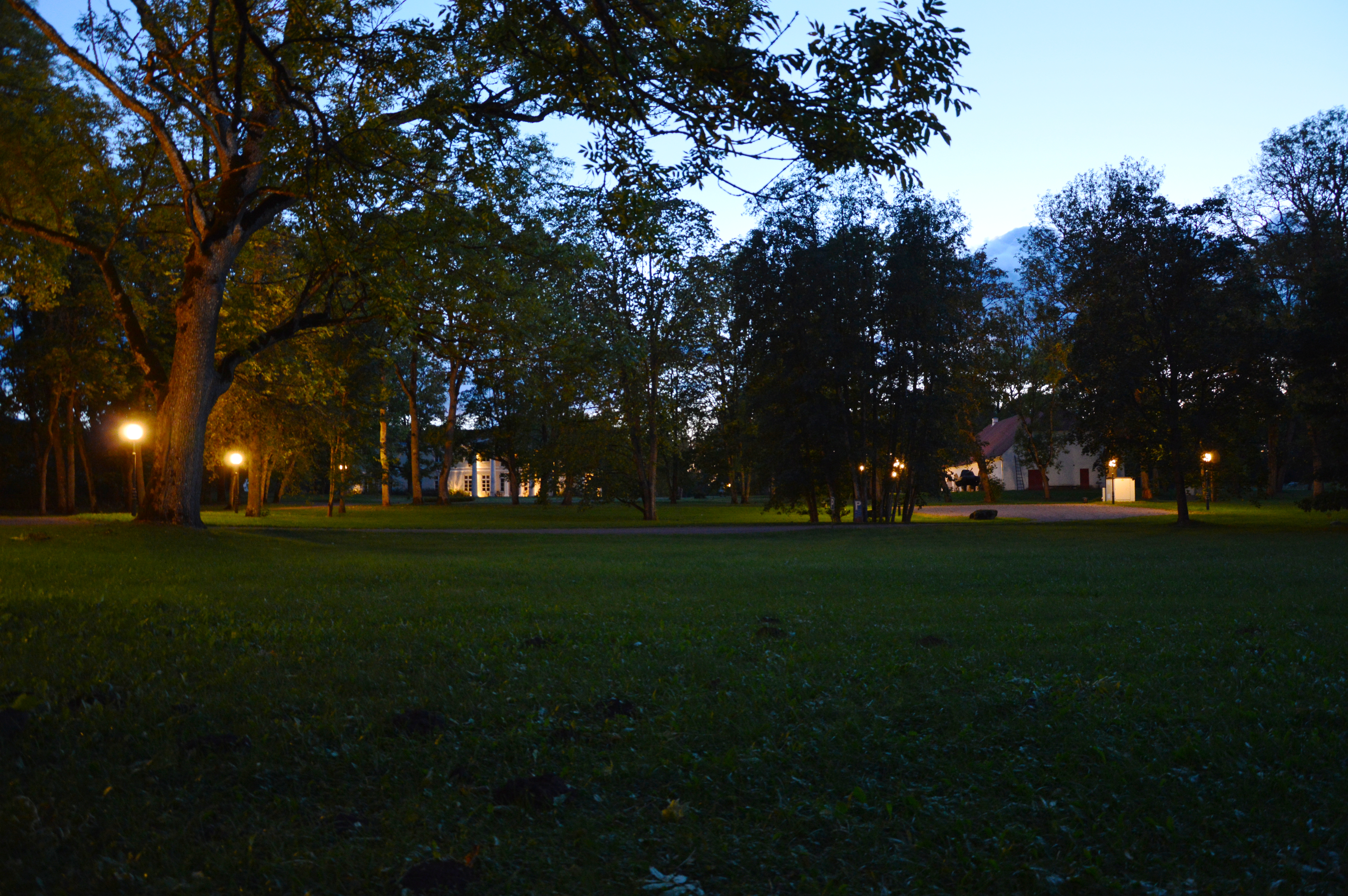
На мызе осенним вечером
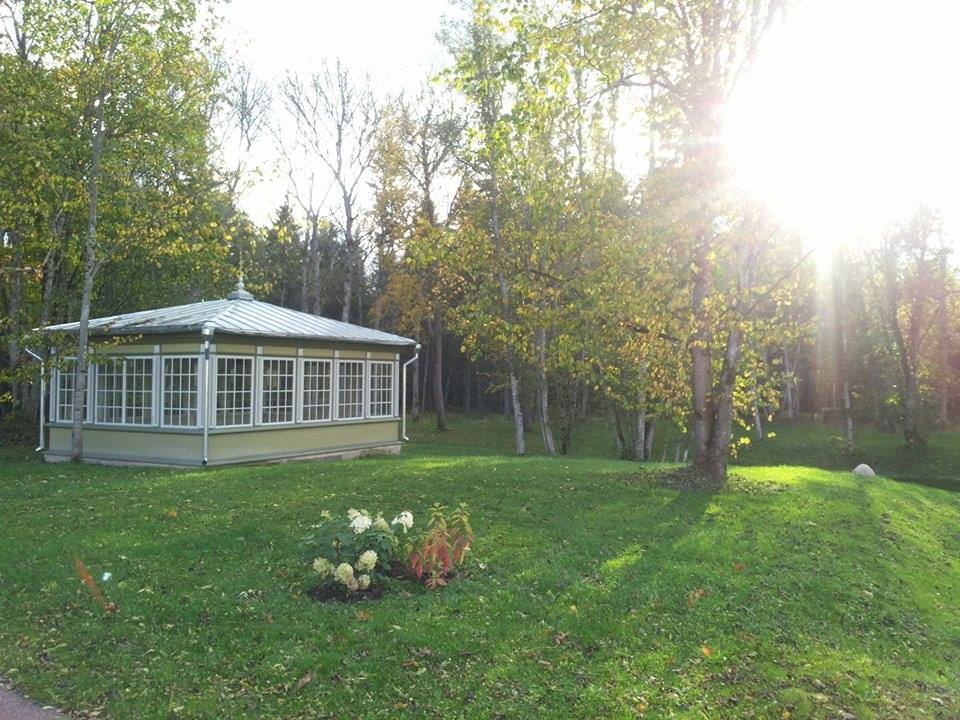
В мызном парке
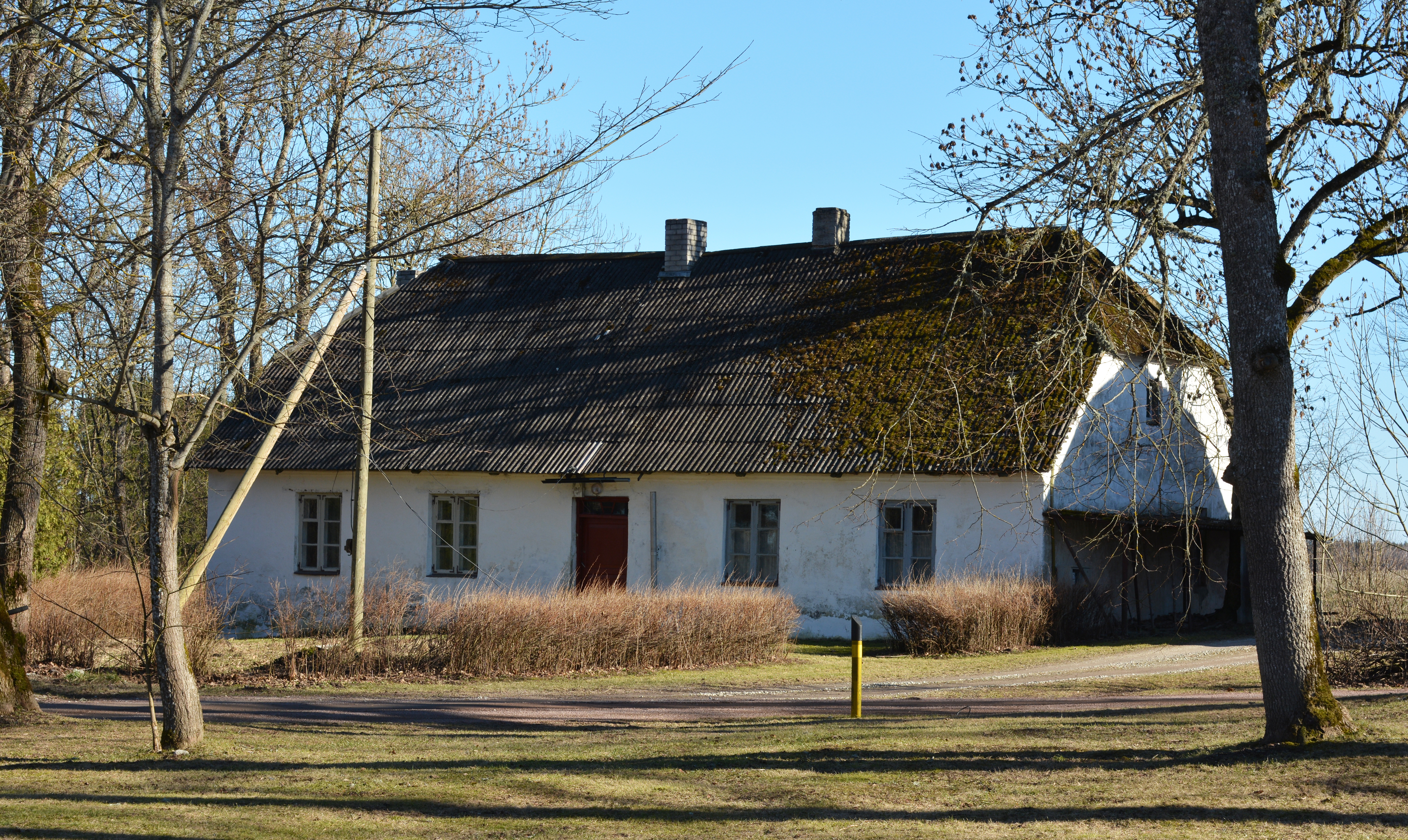
Дом управляющего
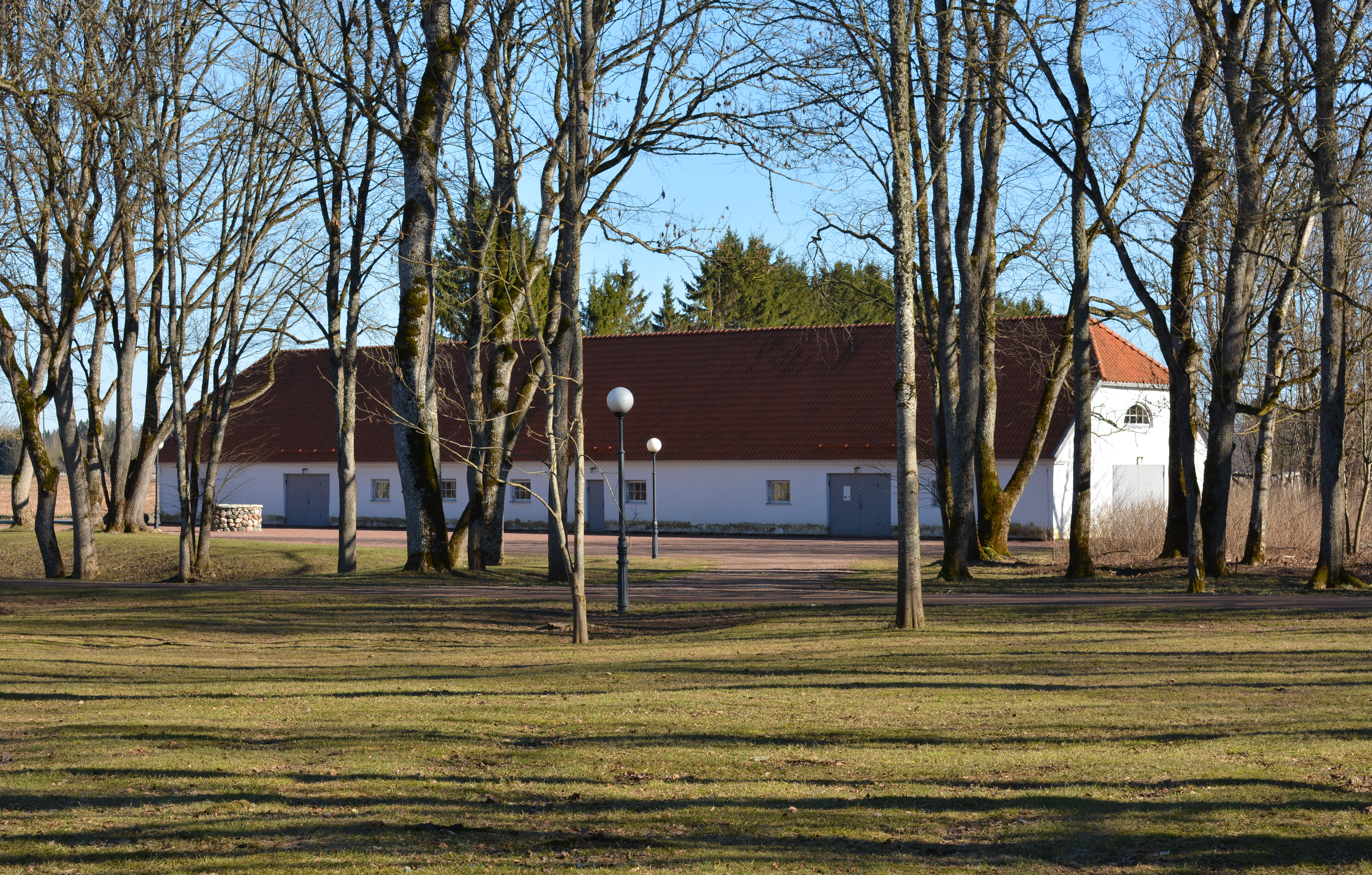
Конюшня рабочих лошадей
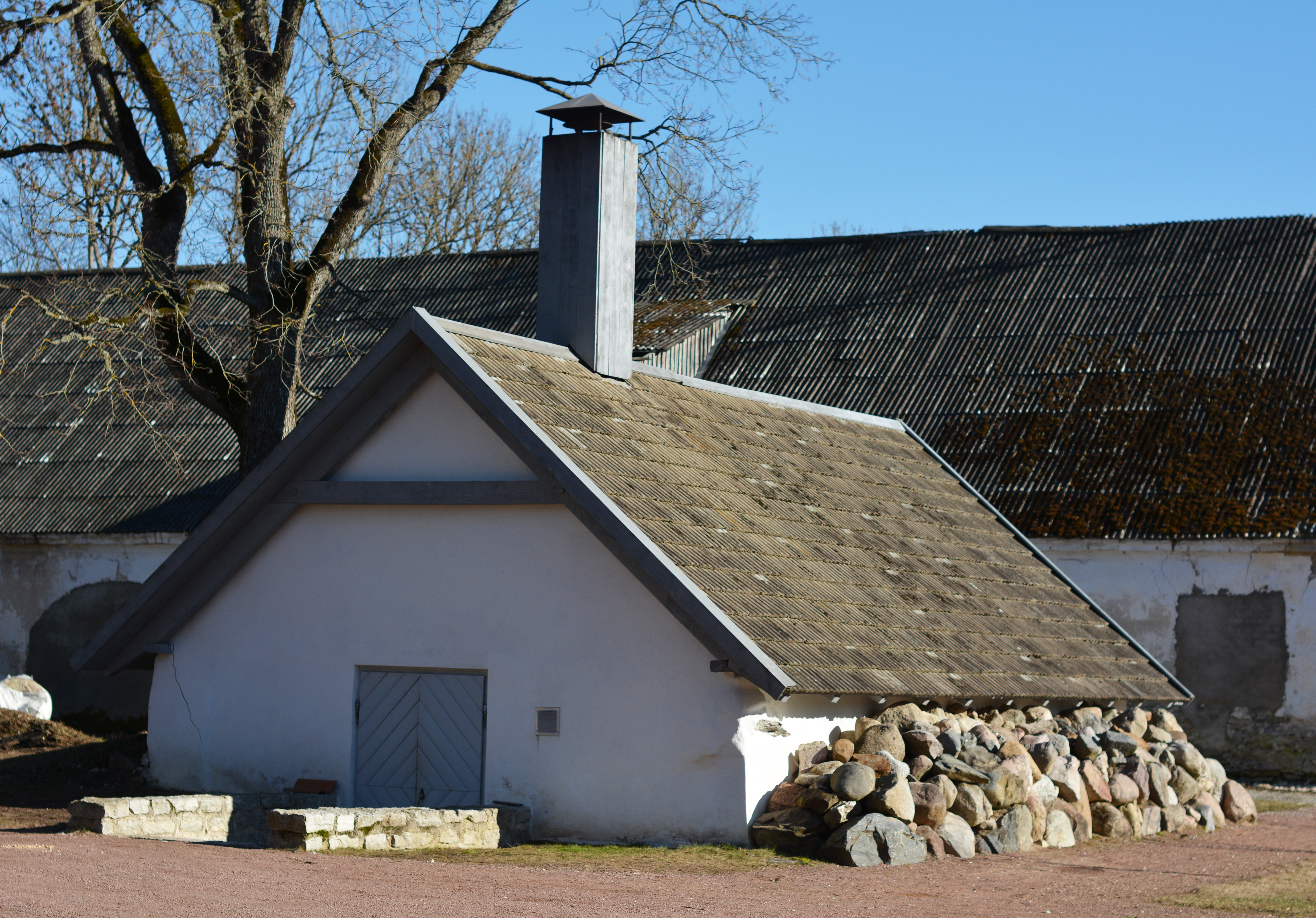
Погреб
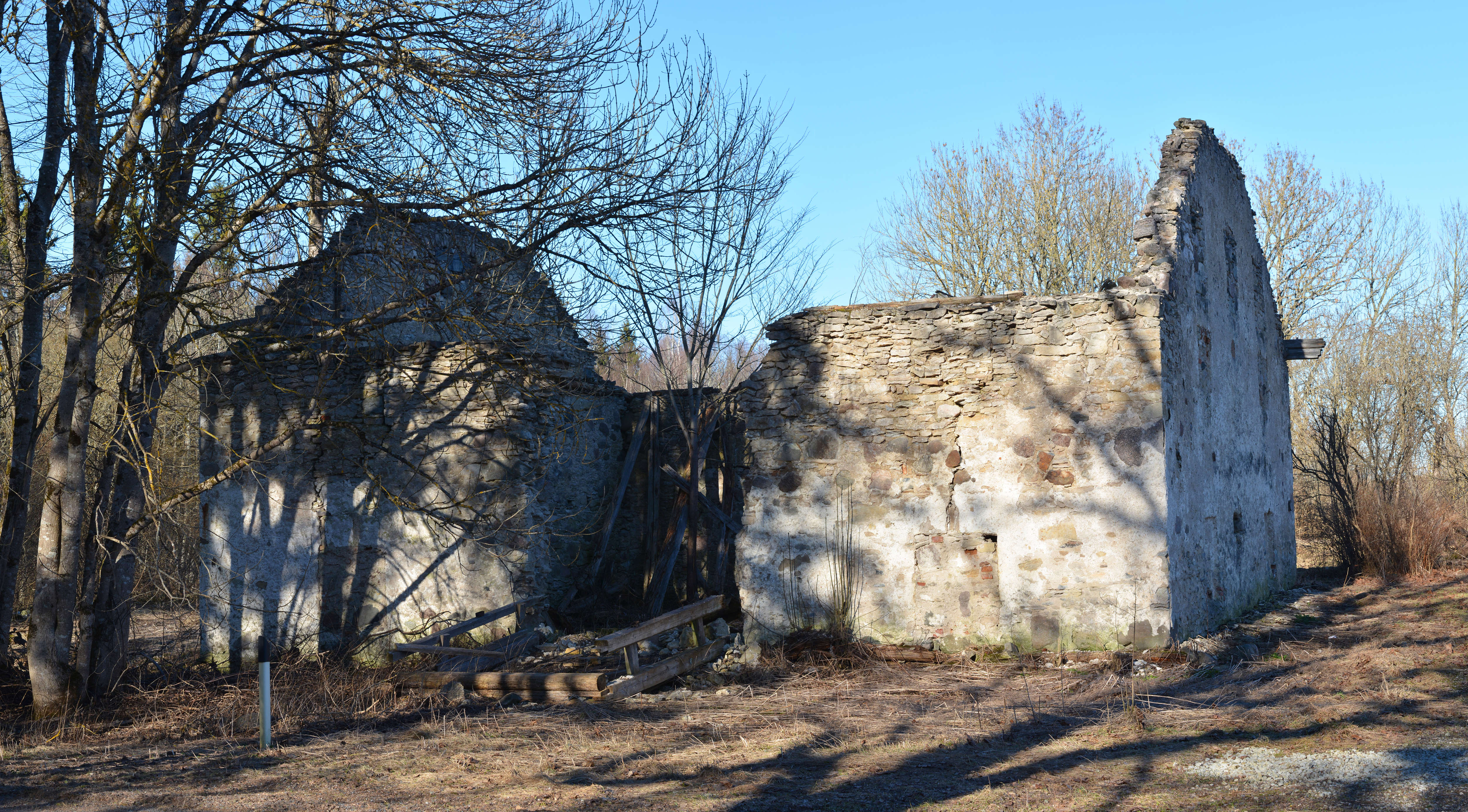
Амбар
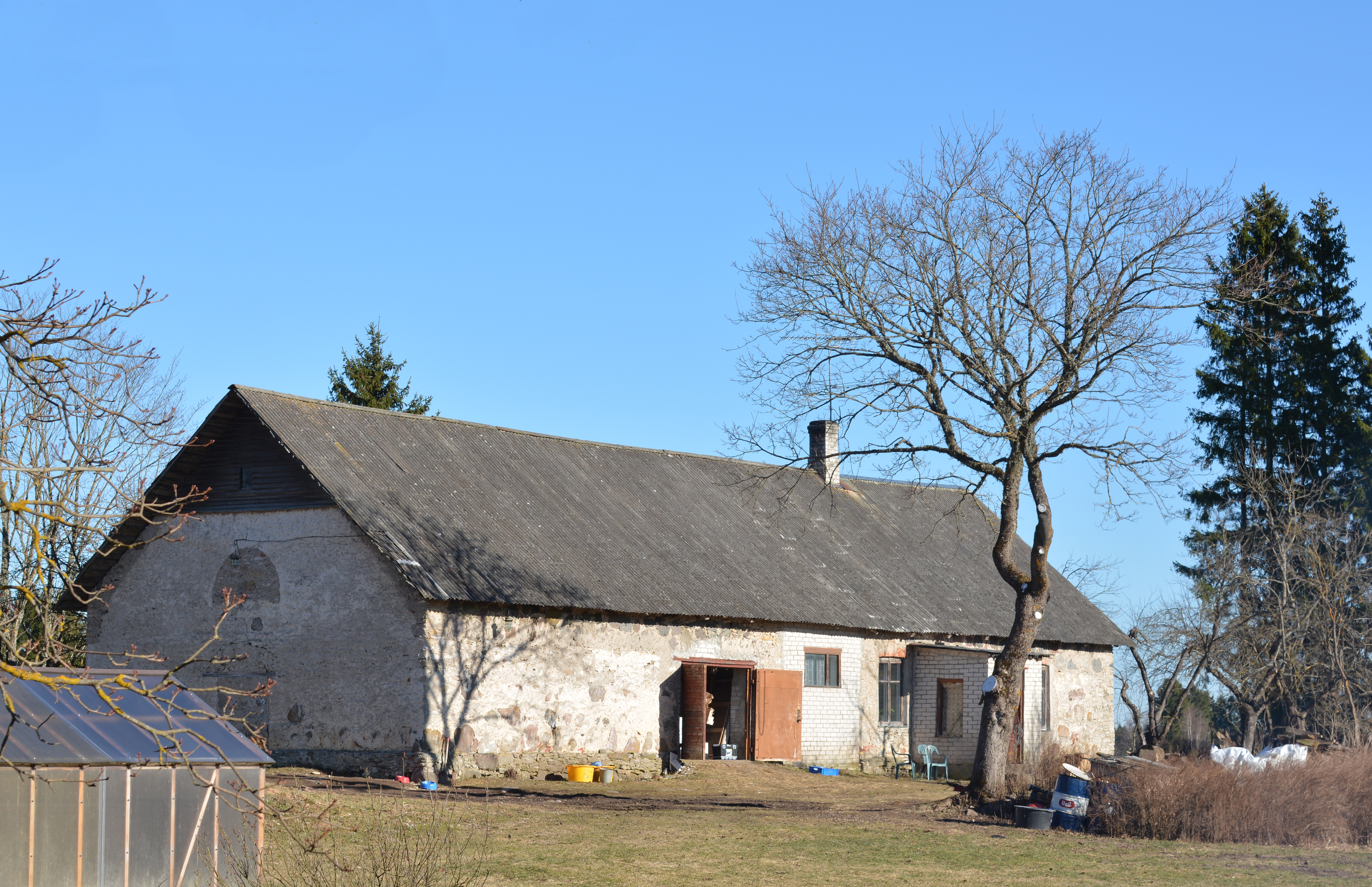
Рига
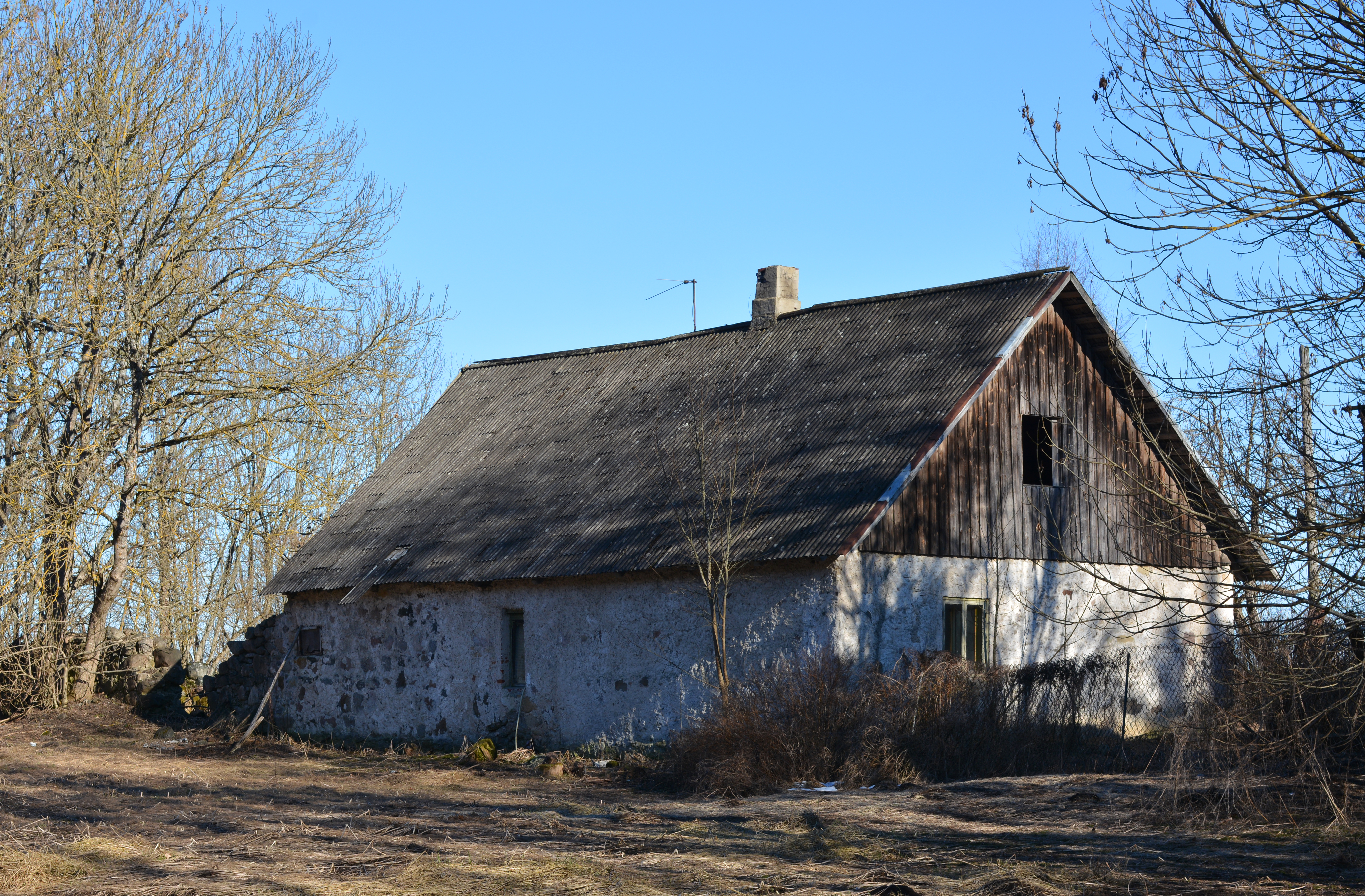
Баня